# Banda Kawasaki
Banda Kawasaki è un singolo del cantautore italiano Achille Lauro, con la partecipazione dei rapper e producer italiani Salmo e Gemitaiz, pubblicato il 27 giugno 2024 dall'etichetta Warner Music Italy.

## Descrizione
Il brano, scritto dallo stesso cantautore con Salmo e Gemitaiz, è prodotto da Danien, Gow Tribe e Sixpm.

## Video musicale
Il video musicale, diretto da Luca Gardella e Gabriele Savino, è stato pubblicato in concomitanza con l'uscita del singolo attraverso il canale YouTube del cantautore e il 10 luglio dello stesso anno viene pubblicato anche il video remix del brano.

## Tracce
Testi e musiche di Lauro De Marinis, Maurizio Pisciottu, Davide De Luca
Download digitale
1. Banda Kawasaki – 3:11

Download digitale – Remix
1. Banda Kawasaki (feat. Zatla, Ryux zc, Fandy, Commando e Yambo) (Rmx) – 3:42

12" – Edizione limitata
- Lato A

1. Banda Kawasaki – 3:11
2. Banda Kawasaki (feat. Zatla, Ryux zc, Fandy, Commando e Yambo) (Rmx) – 3:42

- Lato B

1. Banda Kawasaki (Instrumental) – 3:11